# Färbergraben (München)
Koordinaten: 48° 8′ 14,4″ N, 11° 34′ 16,6″ O
Der Färbergraben in München liegt in der Altstadt und verläuft von der Kaufingerstraße nach Süden bis zum Ende des  Altheimer Ecks, um dann nach Osten bis zur Sendlinger Straße zu ziehen.

## Geschichte
Im Mittelalter waren die einzelnen Gewerbe streng nach Zünften getrennt. In den ersten Jahrhunderten des Bestehens der Stadt hatten hier bevorzugt Färber ihre Wohnungen und Werkstätten. Ursprünglich war der Färbergraben am ältesten um die Stadt gezogenen Kanal – entlang der ersten Stadtmauer – erbaut. Folgende Straßen und Plätze bildeten einen gemeinsamen Straßenzug, der historisch um den Frauenplatz mit der Frauenkirche und den Kern der Altstadt herumführte: Sparkassenstraße – Viktualienmarkt – Rosental – Färbergraben – Augustinerstraße – Schäfflerstraße – Marienhof – Hofgraben und Pfisterstraße bis zurück zur Sparkassenstraße.

## Lage
Der Färbergraben verläuft von der Kaufingerstraße nach Süden bis zur Kreuzung mit dem Altheimer Eck. In der ersten Hälfte ist sie wie die Kaufingerstraße Fußgängerzone. Anschließend zieht sie nach Osten bis zur Sendlinger Straße, die eine Einbahnstraße darstellt. Dominiert wird der Färbergraben durch das City-Parkhaus. Jenseits der Sendlinger Straße setzt sie sich als Rosental fort. Nach der Überquerung der nördlich gelegenen Kaufingerstraße geht sie in die Augustinerstraße über.

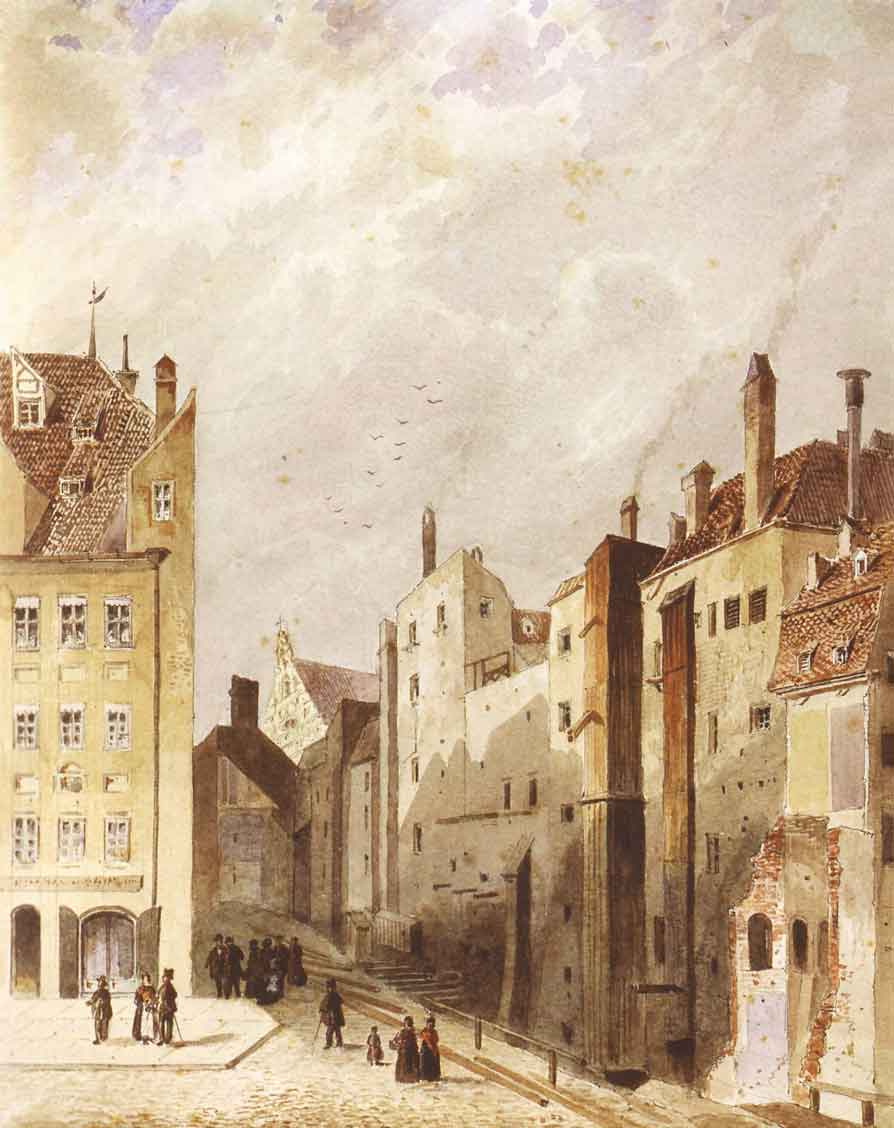
Färbergraben um 1875, Gemälde von Max Kuhn
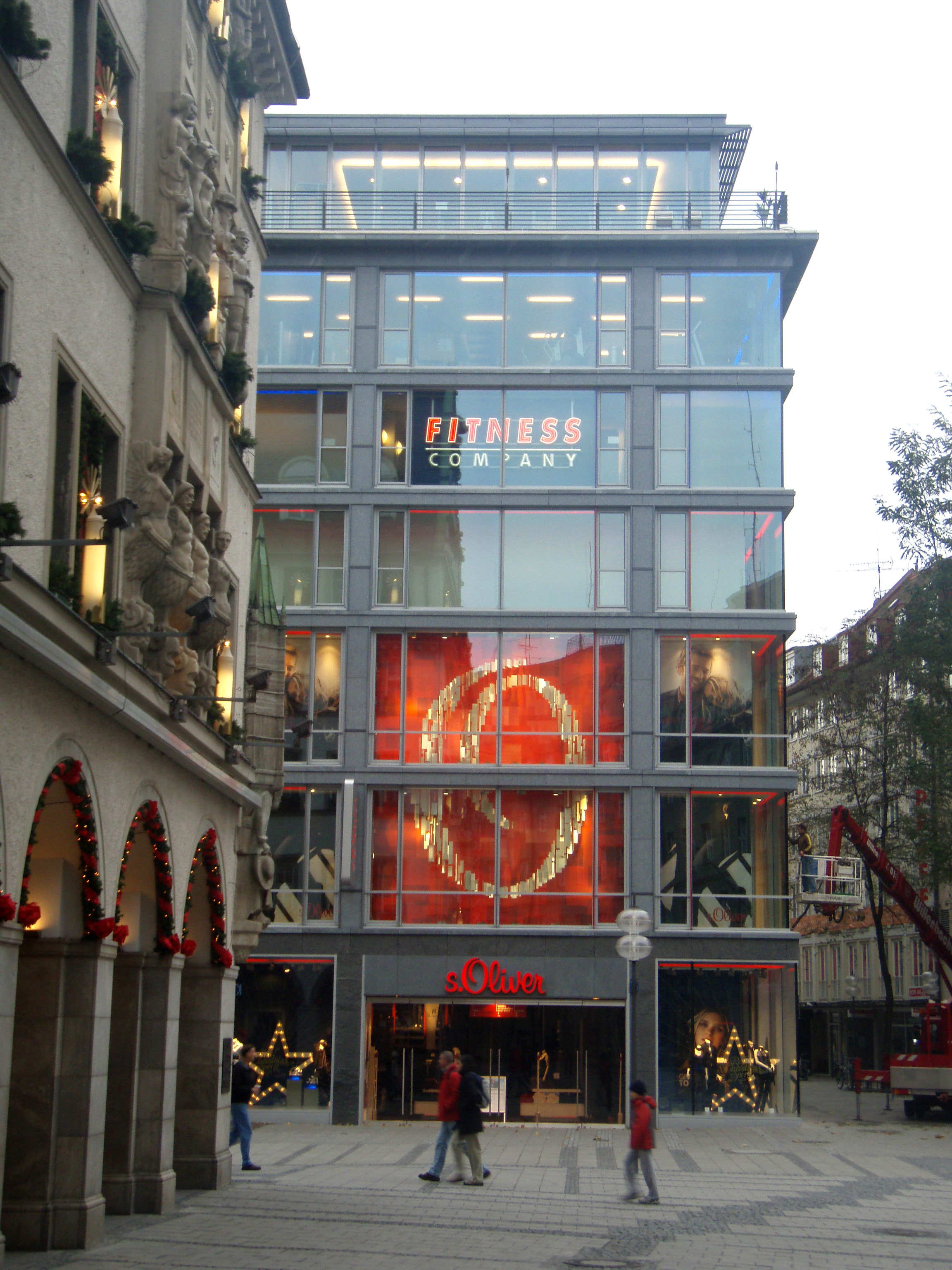
Fußgängerzone in der Kaufingerstraße mit der Abzweigung nach links in den Färbergraben
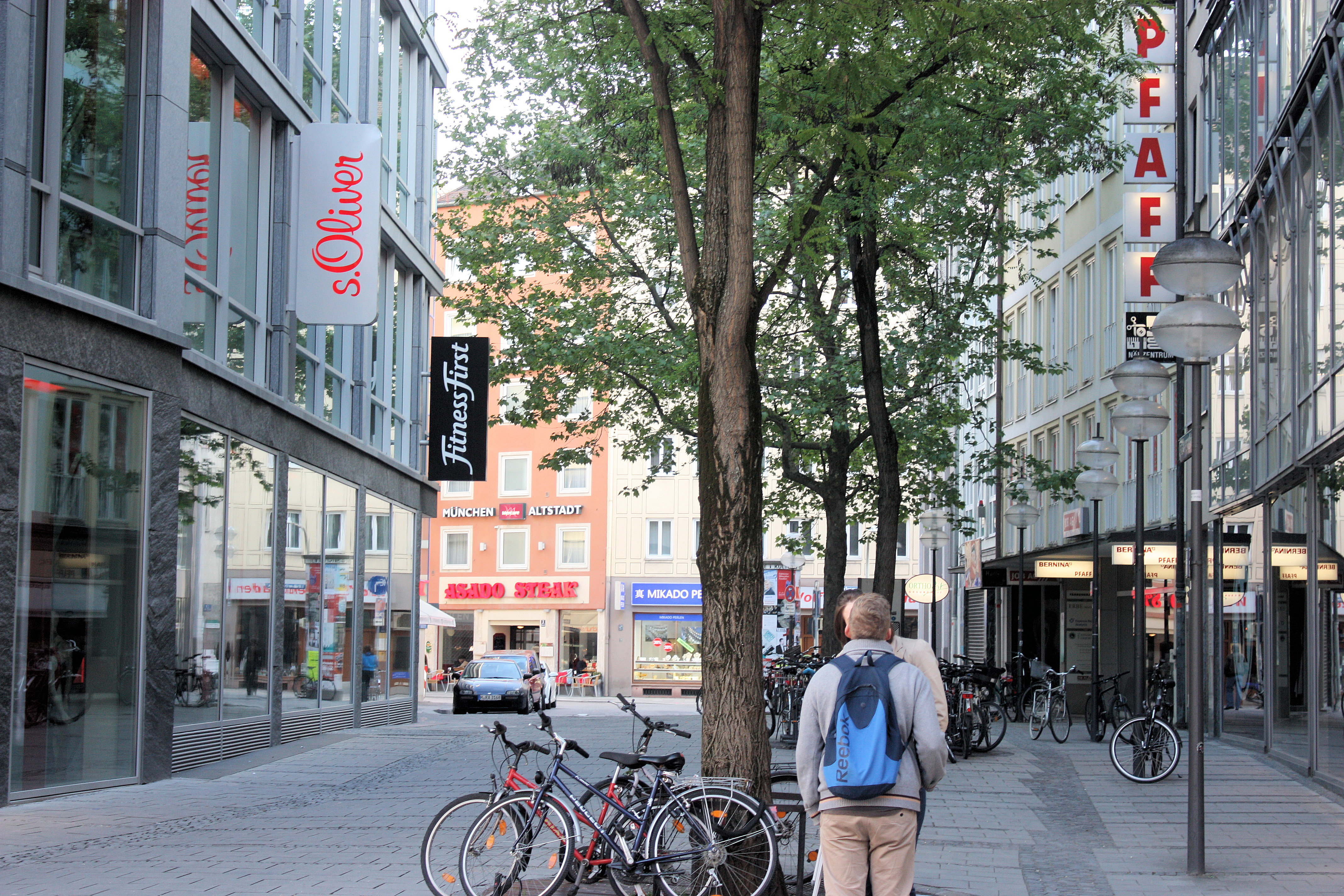
Färbergraben
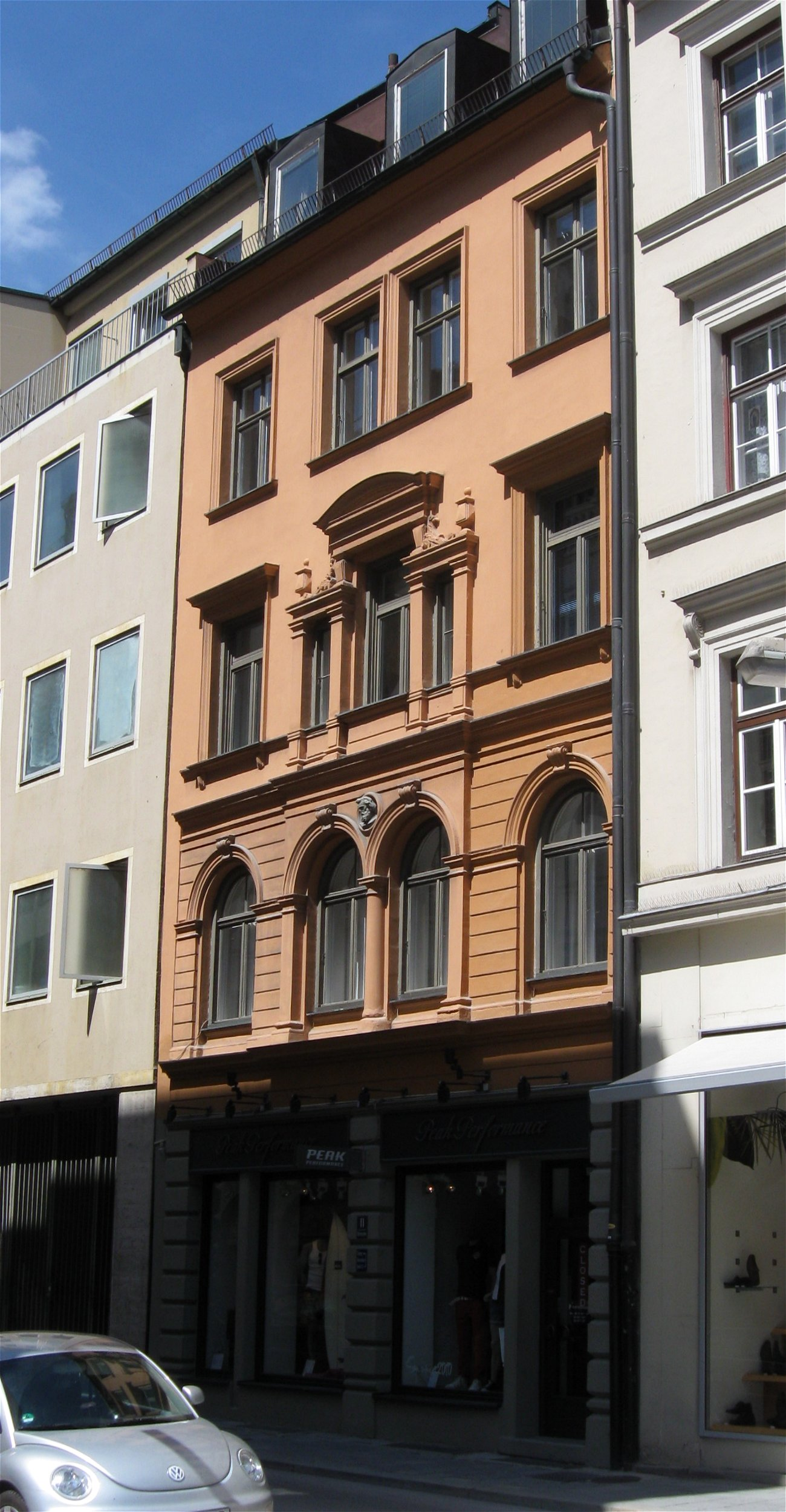
Wohn- und Geschäftshaus im Stil der Neurenaissance, 1876 erbaut, Färbergraben Nr. 11
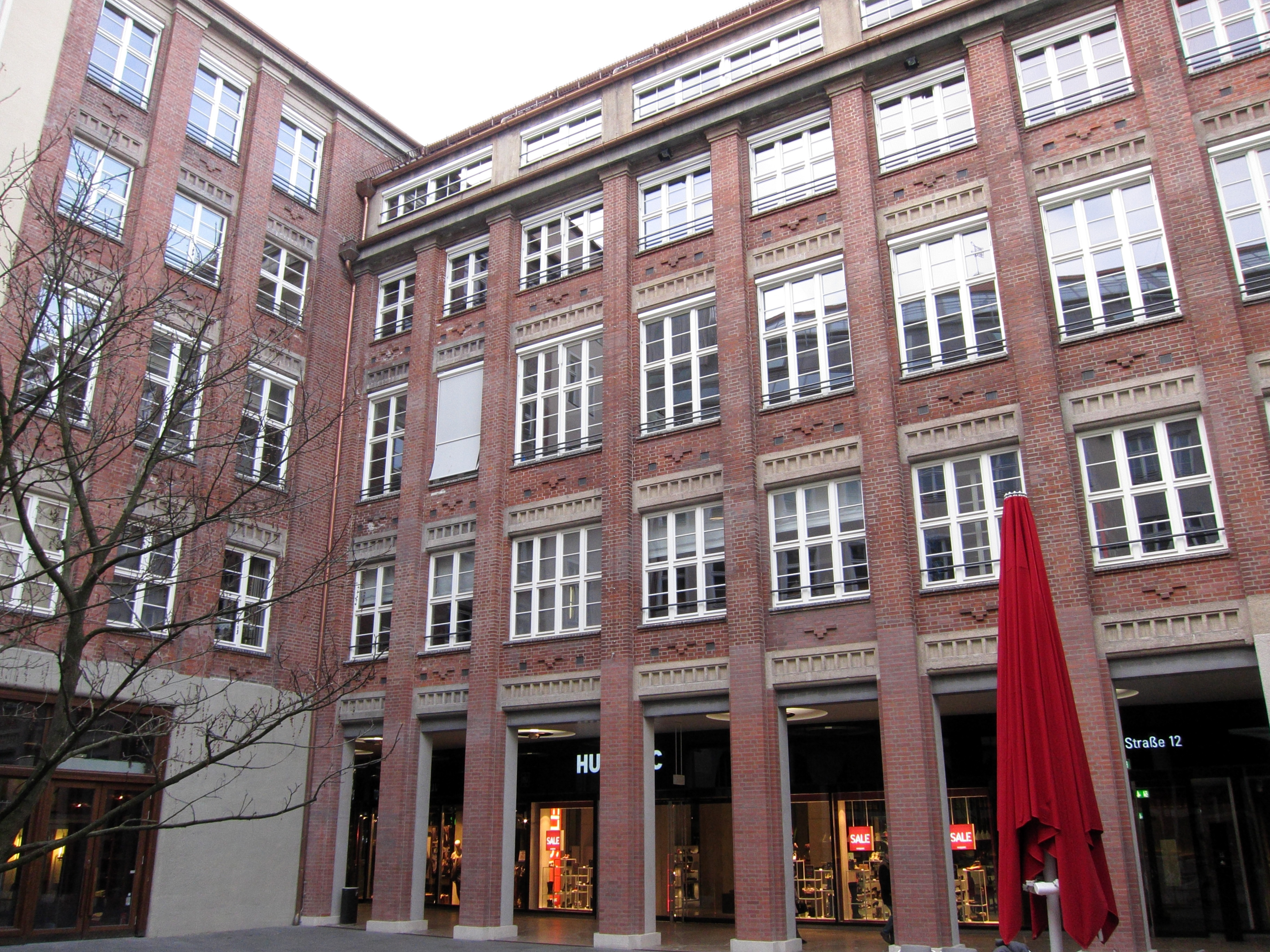
Färbergraben 14 mit der Hofstatt Einkaufspassage; ehemaliges Druckereigebäude der Münchener Neuesten Nachrichten, später der Süddeutschen Zeitung, Entwurf von Max Littmann, 1926–1929, mit späteren Veränderungen.
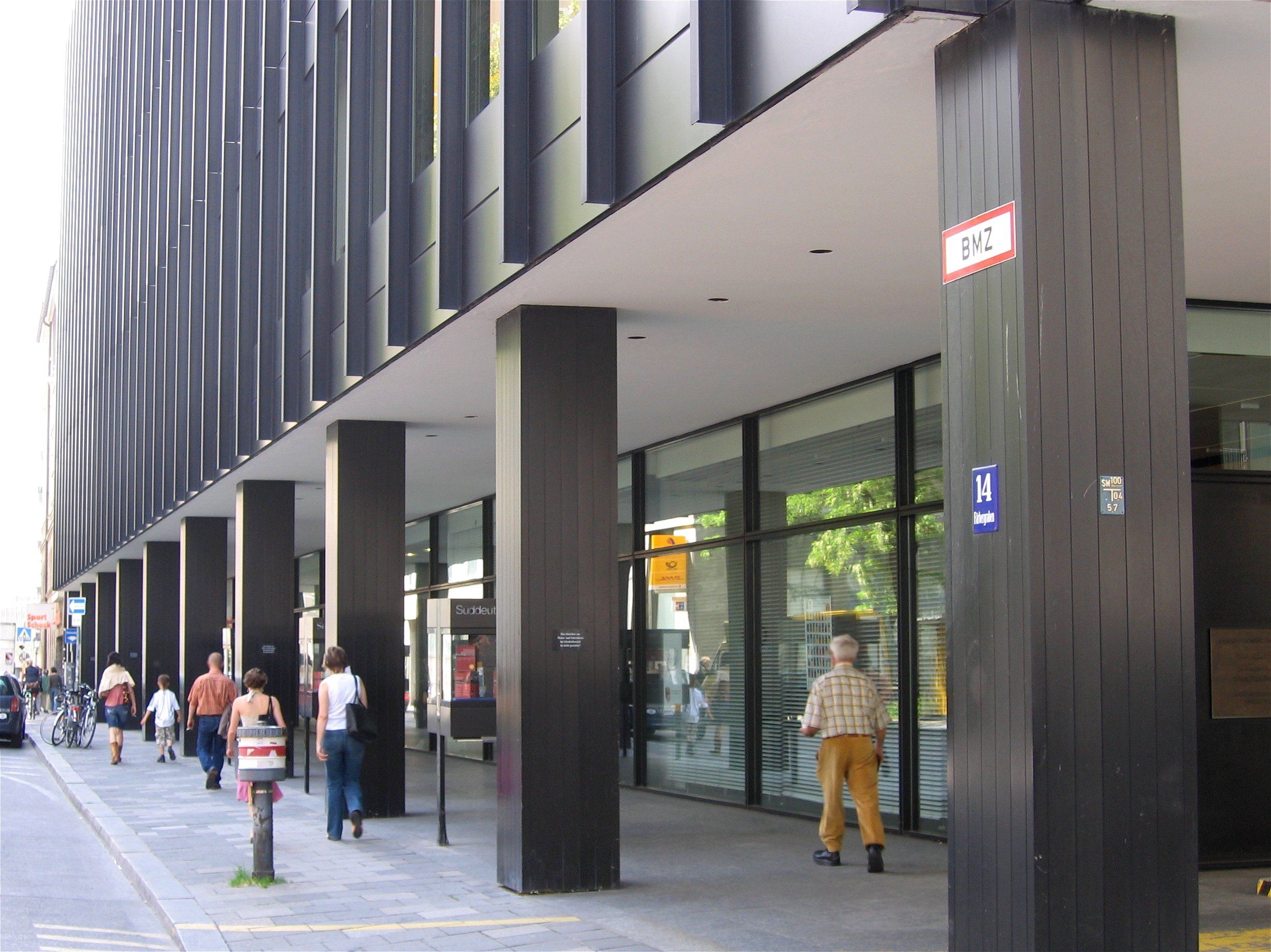
Das Schwarze Haus Färbergraben Nr. 14
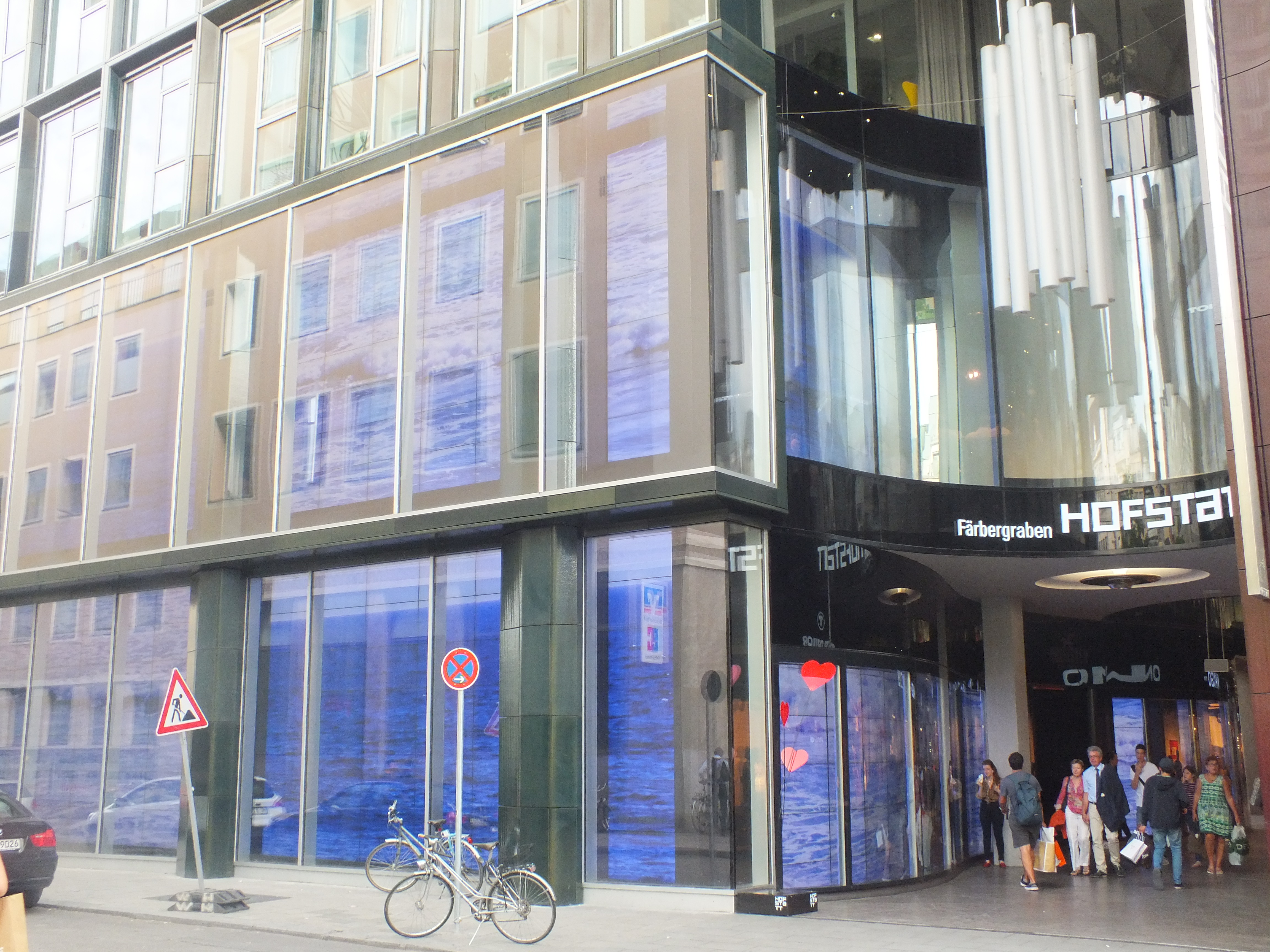
Eingang zur Hofstatt Einkaufspassage vom Färbergraben aus
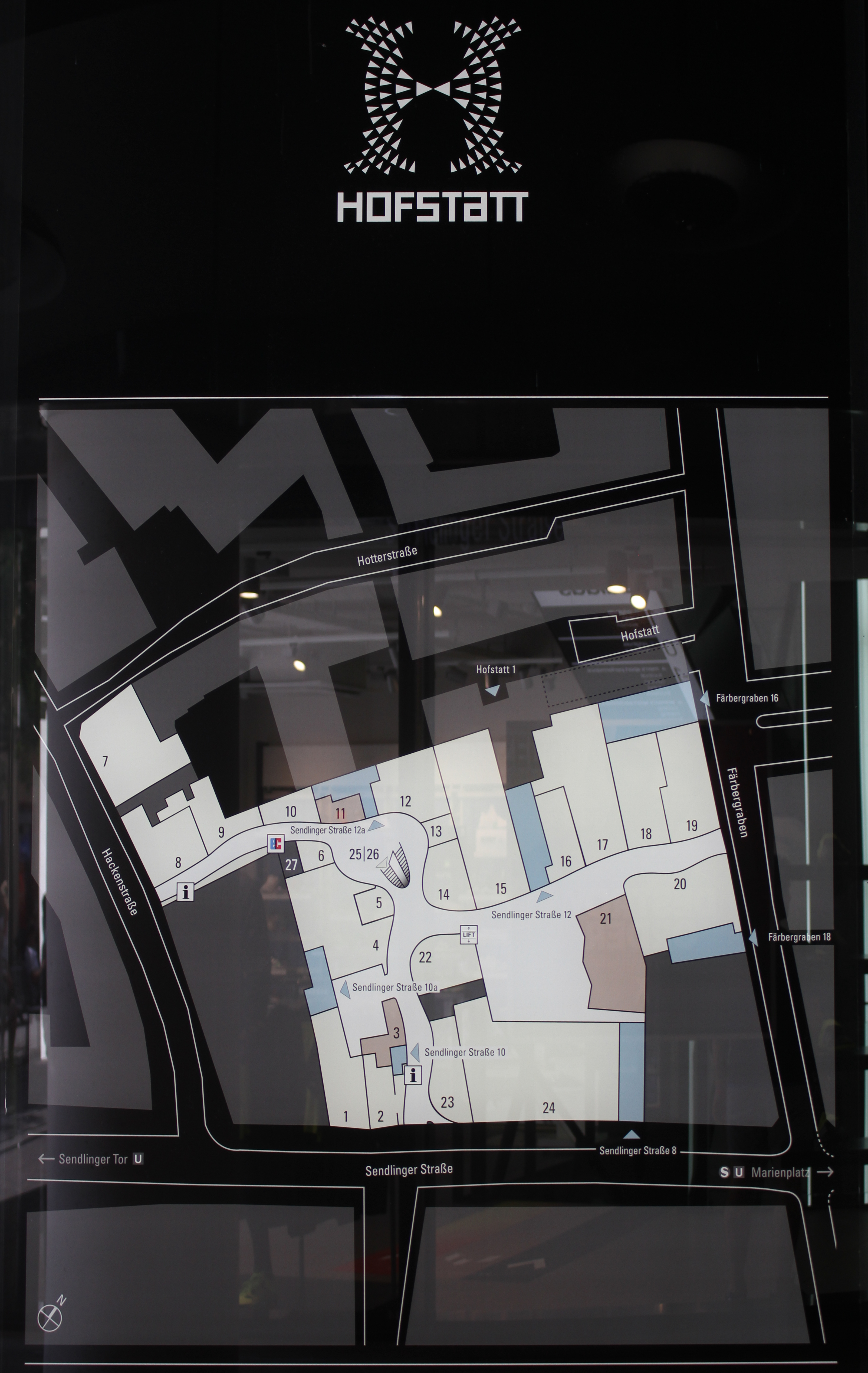
Karree der Hofstatt-Einkaufspassage zwischen Färbergraben, Hotterstraße, Hackenstraße und Sendlingerstraße
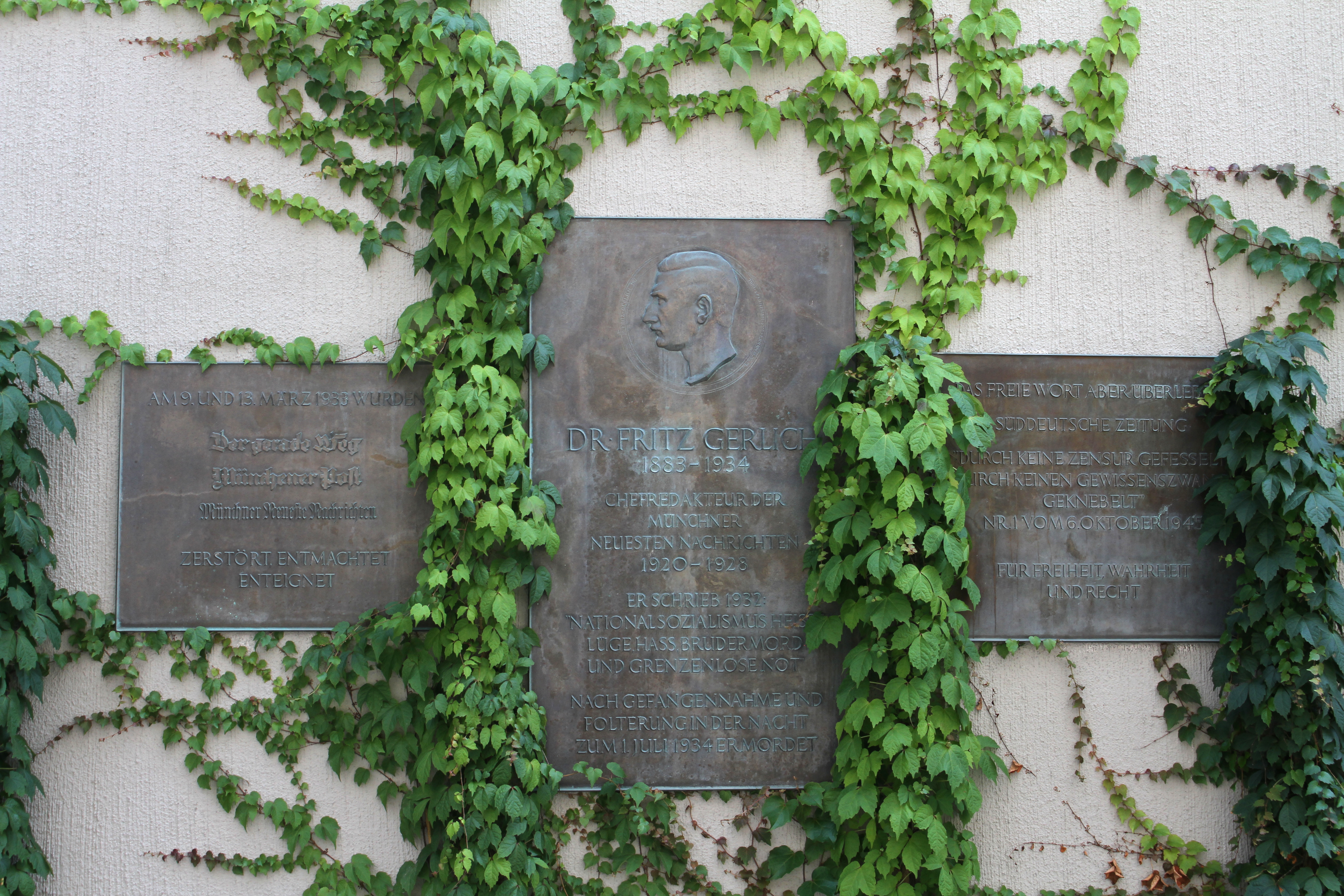
Gedenktafel für Fritz Gerlich am Nachfolgebau des ehemaligen Verlagsgebäudes der Süddeutschen Zeitung